# Miloš Zeman
  Miloš Zeman    (Kolin, 28 de setembre de 1944) és un polític i economista txec, president de la República Txeca del 2013 al 2023. Anteriorment va exercir com a primer ministre de la República Txeca des de 1998 fins a 2002. En la seva etapa com a líder del Partit Socialdemòcrata Txec durant la dècada de 1990, es va transformar en un dels principals partits del país. Va ser president de Cambra de Diputats, la cambra baixa del Parlament de la República Txeca, de 1996 a 1998.
El gener de 2013, Zeman va ser escollit com a president de la República Txeca. És el primer president elegit directament en la història txeca. Els seus dos predecessors, Václav Havel i Václav Klaus, van ser triats pel Parlament.